# Hastighetsåkning på skridskor vid olympiska vinterspelen 1932
Hastighetsåkning på skridskor vid olympiska vinterspelen 1932 i Lake Placid, New York, USA innebar fyra tävlingar. Det som var lite speciellt den här gången var att alla åkte samtidigt i en klunga. Denna form var inte vanlig i Europa vid denna tid och gav åkare från USA och Kanada ett övertag mot sina europeiska rivaler. Bara två medaljer gick till européer. Damklass fans också, men bara som demonstrationssport. Damernas distanser var 500 meter, 1 000 meter och 1500 meter. Att alla åkte tillsammans kom senare att bana iväg för short track, som började som demonstrationssport vid olympiska vinterspelen 1988 i Calgary innan det blev officiell olympisk gren vid olympiska vinterspelen 1992 i Albertville.
Herrtävlingen hölls torsdag 4 februari 1932, fredag 5 februari 1932, lördag 6 februari 1932 och måndag 8 februari 1932. Damtävlingarna hölls från måndag 8 februari 1932 till onsdag 10 februari 1932.

## Medaljsummering
| Gren                     | Guld              | Silver                | Brons                 |
| 500 meter Detaljer...    | Jack Shea USA     | Bernt Evensen Norge   | Alexander Hurd Kanada |
| 1 500 meter Detaljer...  | Jack Shea USA     | Alexander Hurd Kanada | Willy Logan Kanada    |
| 5000 meter Detaljer...   | Irving Jaffee USA | Eddie Murphy USA      | Willy Logan Kanada    |
| 10 000 meter Detaljer... | Irving Jaffee USA | Ivar Ballangrud Norge | Frank Stack Kanada    |

## Damer
Damklass hölls som demonstrationsevenemang, och inga medaljer som räknades in i den officiella medaljligan delades ut. Två länder, USA och Kanada, skickade 10 deltagare. Precis som i herrtävlingen tillämpades masstart och de officiella resultaten visade bara vinnarens tid för varje tävling.
| Tävling                 | Etta                 | Tvåa                    | Trea               |
| 500 meter Detaljer...   | Jean Wilson Kanada   | Elizabeth Dubois USA    | Kit Klein USA      |
| 1 000 meter Detaljer... | Elizabeth Dubois USA | Hattie Donaldson Kanada | Dorothy Franey USA |
| 1 500 meter Detaljer... | Kit Klein USA        | Jean Wilson Kanada      | Helen Bina USA     |

## Deltagande länder
Åtta åkare deltog i alla fyra tävlingar. Totalt deltog 31 manliga åkare från sex länder.:
- Finland (1)
- Japan (4)
- Kanada (7)
- Norge (6)
- Sverige (1)
- USA (12)

Dessutom deltog tio kvinnliga åkare, fem från USA och fem från Kanada, i damernas demonstrationstävling.

## Medaljligan
Bara herrtävlingarna räknades.
| Pl. | Nation | Guld | Silver | Brons | Totalt |
| --- | ------ | ---- | ------ | ----- | ------ |
| 1   | USA    | 4    | 1      | 0     | 5      |
| 2   | Norge  | 0    | 2      | 0     | 2      |
| 3   | Kanada | 0    | 1      | 4     | 5      |